# Arthur Raab
Gustaf Arthur Vilhelm Raab, född den 29 januari 1908 i Stockholm, död där den 6 januari 1987, var en svensk friherre och militär.
Raab blev fänrik vid fortifikationen 1930, löjtnant där 1934, vid ingenjörtrupperna 1939 och kapten där 1940. Han genomgick Artilleri- och ingenjörhögskolans högre kurs 1934–1936 och var lärare vid Artilleri- och ingenjörhögskolan 1943–1946. Raab var fortifikationsbefälhavare i Boden 1946–1953 och i Göteborg 1953–1957. Han befordrades till major 1948, till överstelöjtnant 1952 och till överste 1957. Raab var sektionschef vid fortifikationsförvaltningen 1957–1961, byråchef där 1961–1963 och avdelningschef 1963–1968. Han var adjutant hos kronprinsen 1944–1950 och hos denne efter tronbestigningen 1950–1957. Raab var överadjutant 1957–1973. Han var chef för svenska delegationen vid de neutrala nationernas övervakningskommission i Korea 1967. Raab var svenska regeringens observatör under inbördeskriget i Nigeria 1968–1969. Han invaldes som ledamot av Krigsvetenskapsakademien 1949. Raab blev riddare av Svärdsorden 1948, kommendör av samma orden 1963 och kommendör av första klassen 1966.